# Лебедєв Павло Валентинович
Павло́ Валенти́нович Ле́бедєв (нар. 12 липня 1962, с. Новомихайлівський, Туапсинський район Краснодарський край, РРФСР) — колишній український політик російського походження, член Партії регіонів (з жовтня 2007), міністр оборони України (з 2012 по 27 лютого 2014).
Під час подій Євромайдану зник з України і переховується від слідства.

## Життєпис
Народився 12 липня 1962 року в селищі Новомихайлівський Туапсинського району Краснодарського краю.
З 1979 до 1980 працював слюсарем автобази піонерського табору «Орлятко».
У 1980—1984 роках — курсант Ярославського Вищого військово-фінансового училища, спеціальність: фінансист-економіст, кваліфікація: фінансист.
З 1984 до 1992 проходив військову службу в Чернівецькому військовому гарнізоні. Обіймав посади начальника фінансової служби батальйону, полку, заступник начальника фінансової служби дивізії — інспектор-ревізор.
З 1992 до 1999 — голова Асоціації «МЕТА» ТОВ «Легтех» і голова правління ВАТ шкіргалантерейної фабрики «Престиж-Інтер» (Чернівці).
З 1999 до 2002 працював фінансовим директором державної акціонерної компанії «Титан» у місті Армянську.
З 2002 до 2005  — голова наглядової ради ВАТ «Кременчуцький сталеливарний завод» місто Кременчук і ВАТ «Дніпровагонмаш» місто Дніпропетровськ.
З 2005 по 2006 роки — президент Промислово-інвестиційної групи транспортного машинобудування «Інтер Кар Груп», що об'єднує 18 промислових підприємств.
Одружений. Дружина Людмила Петрівна (1965); дочки Олена (1983), Юлія (1993), Олександра (1994), Валерія (1997), Анастасія (2002).

## Політика
Народний депутат України 5-го скликання з квітня 2006 по листопад 2007 від Блоку Юлії Тимошенко, № 73 в списку. На час виборів: начальник відділу науково-технічної інформації Інституту проблем екології та енергозбереження, безпартійний. Член Комітету з питань транспорту і зв'язку (з липня 2006), член фракції Блоку Юлії Тимошенко (з травня 2006).
Народний депутат України 6-го скликання з листопада 2007 до грудня 2012 від Партії регіонів, № 121 в списку. На час виборів: народний депутат України, безпартійний. Член фракції Партії регіонів (з листопада 2007). Член Комітету з питань транспорту і зв'язку (з грудня 2007).
На парламентських виборах 2012 року балотувався в одномандатному окрузі 224 у місті Севастополь від Партії регіонів. На виборах здобув підтримку 42,64 % виборців і був обраний народним депутатом України.
24 грудня 2012 року призначений міністром оборони України.
18 січня 2013 року затверджений у складі Ради національної безпеки і оборони України

## Слідство
Після втечі Януковича Лебедєв утік з України ще до його відставки. Був присутній у Кремлі на зібранні з нагоди початку тимчасової окупації Криму Росією.
25 травня 2020 року Печерський суд Києва ухвалив рішення про заочний арешт Лебедєва у справі про розстріли на Майдані 18—20 лютого 2014 року.
24 червня 2020 року ДБР повідомило про підозру Януковичу, Лебедєву та Дмитру Саламатіну у скоєнні державної зради.
6 червня 2025 року Лебедєву повідомили про підозру в державній зраді за ухвалення, в період перебування підозрюваним на посаді, рішень про відчуження та реалізацію боєздатного озброєння та військової техніки.

## Нагороди
- Медаль «За відзнаку у військовій службі» I ст.
- Заслужений економіст України (23 серпня 2011)[9].
- Державна премія АР Крим у галузі промисловості.

## Сім'я
Дочка Альона одружилася з сином генерал-майора Олександра Шутова. 2 листопада 2022 року Київська прокуратура заочно повідомила їй про підозру у постачанні товарів армії РФ. Альона керує компанією, до складу якої входить завод-виробник промислових насосів. 
Свеський насосний завод у 2017-2018 роках постачав товари дилерам, які співпрацювали з підприємствами оборонно-промислового комплексу РФ.